# Stadtbahnhaltestelle Ratingen Mitte
Die Stadtbahnhaltestelle Ratingen Mitte ist eine oberirdische Station der Stadtbahn Düsseldorf in der nordrhein-westfälischen Stadt Ratingen. Sie besteht aus zwei Seitenbahnsteigen in einer Wendeschleife, die gegen den Uhrzeigersinn befahren wird, und dem zentralen Busbahnhof der Stadt Ratingen. Sie befindet sich im Zentrum der Stadt nahe dem Düsseldorfer Platz und ist gemessen an der Reisendenzahl mit 5756 Ein- und Aussteigern, davon 2333 Umsteigern, die am stärksten frequentierte Haltestelle im Kreis Mettmann.

## Lage
Die Stadtbahnhaltestelle Ratingen Mitte befindet sich, wie es der Name verrät, im Zentrum von Ratingen, genauer gesagt am Düsseldorfer Platz. Der Markt als zentraler Innenstadtpunkt befindet sich etwa 350 m Luftlinie nördlich und ist über einen etwa 400 Meter langen Fußweg zu erreichen. Sie ist somit die Zentralhaltestelle Ratingens und gleichzeitig eine wichtige Umstiegshaltestelle besonders von den Bussen in die Stadtbahn in Richtung Düsseldorf.
Seit dem Umbau der Haltestelle befindet sich ein Kunden-Center der Rheinbahn zentral am Düsseldorfer Platz.

## Bedienung

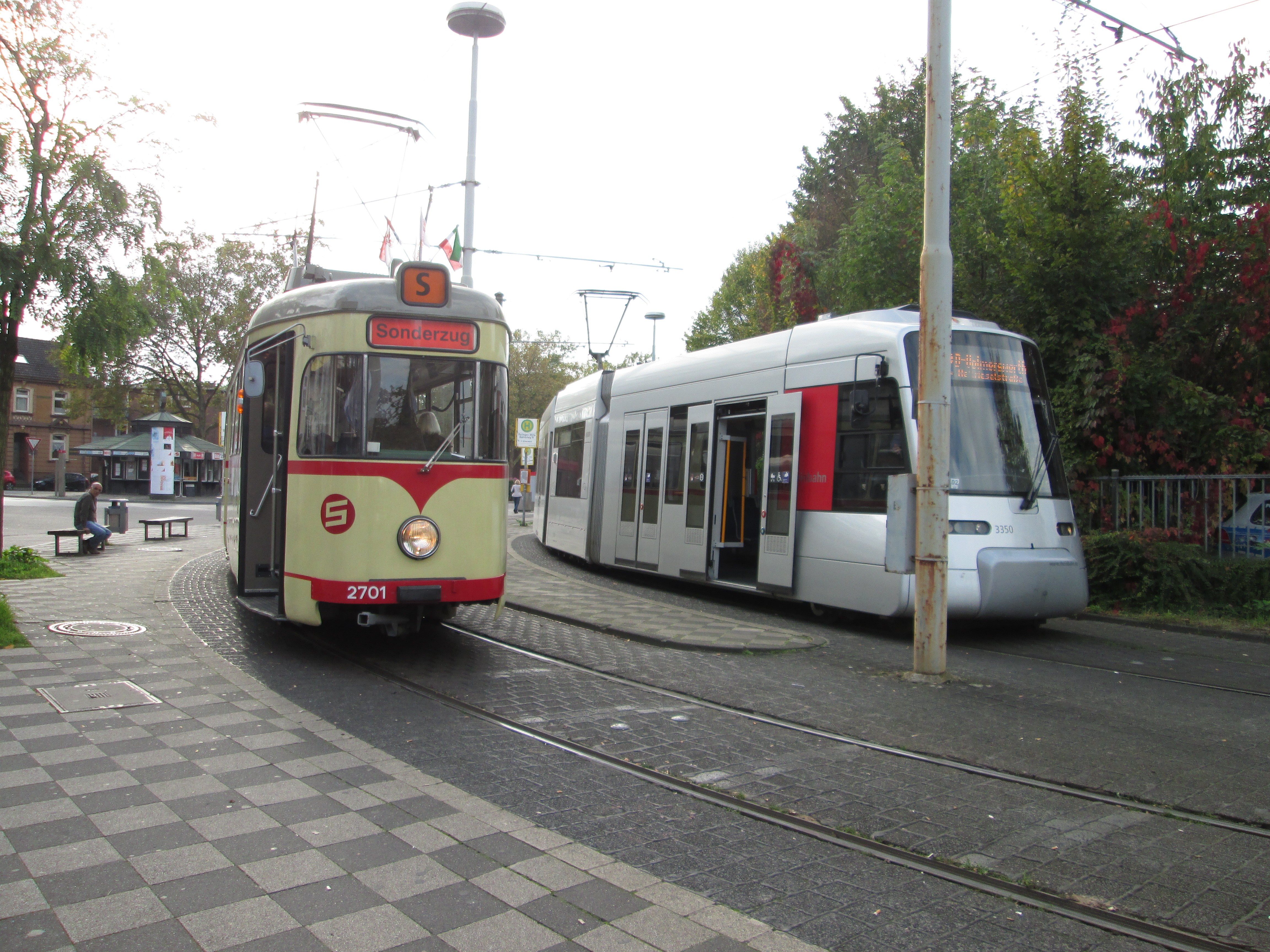
Sonderzug und NF8U auf Stadtbahnlinie U72 in der zweigleisigen Wendeschleife (Zustand vor dem Umbau)

Die Haltestelle Ratingen Mitte wird von der Stadtbahnlinie U72 und zehn Buslinien angefahren. Alle diese Linien werden von der Rheinbahn betrieben. Bis auf die Stadtbahnlinie U72 und die Buslinie 753 verkehren alle Linien zum Bahnhof Ratingen Ost, wo Anschluss an die S 6 besteht. Die Buslinien verkehren in alle Stadtteile Ratingens sowie nach Düsseldorf-Kaiserswerth, Düsseldorf-Flughafen, Mülheim an der Ruhr, Mettmann und Heiligenhaus und Velbert, die Stadtbahnlinie in Richtung Düsseldorf-Zentrum, Bilk und Benrath.
| Linie | Verlauf | Takt   |
| ----- | --- | ------ |
| U 72  | Ratingen Mitte – Weststraße – Europaring – Gerhardstraße – Ratingen, Felderhof – D-Hubertushain – Hirschweg – Oberrath – Rather Waldstadion (D-Rath , 400 m) – Rather Broich – Mörsenbroicher Weg – Graf-Recke-Straße – Vautierstraße – Schlüterstraße/Arbeitsagentur – Engerstraße – Lindemannstraße – Uhlandstraße – D-Wehrhahn – U Pempelforter Straße – U Schadowstraße – U Heinrich-Heine-Allee – U Benrather Straße – U Graf-Adolf-Platz – U Kirchplatz – D-Bilk – Karolingerplatz – Auf’m Hennekamp – Uni-Kliniken – Universität Nord/Christophstraße – Südpark – Werstener Dorfstraße – Opladener Straße – Ickerswarder Straße – Elbruchstraße – Holthausen – Niederheid – Am Trippelsberg – Schöne Aussicht – Kappeler Straße – Schloss Benrath – Urdenbacher Allee – D-Benrath – D-Benrath, Betriebshof Niederflurbetrieb der Rheinbahn; Linie gehört zum Düsseldorfer Nachtnetz; Abweichender Takt: So 13–20 Uhr alle 15 min, Mo–Fr 21–23, Sa–So 20–23 Uhr, Sa 6–9 Uhr und So 9–13 Uhr alle 20 min, Sa–So 0–4 Uhr und So 5–9 Uhr alle 30 min | 10 min |
| 749   | D-Kaiserswerth, Klemensplatz – Schloss Kalkum – Ratingen-Tiefenbroich, Kaiserswerther Straße – Ratingen, Phillipstraße – Ratingen Mitte – Ratingen Ost – Ratingen-Schwarzbach, Schule Nußbaum – ME-Metzkausen, Kantstraße – Hassel – Florastraße – Mettmann, Jubiläumsplatz – Mettmann Zentrum – Mettmann Stadtwald |        |
| 753   | MH-Saarn, Alte Straße – MH-Selbeck, Stooter Straße – Ratingen-Breitscheid, Krummenweg – Ratingen, Hauser Ring – Ratingen Mitte |        |
| 757   | D-Unterrath – Rath, DOME/Am Hülserhof – Ratingen-West, Erfurter Straße – Dieselstraße – Tiefenbroich, Kaiserswerther Straße – Annastraße – Gorch-Fock-Straße – Ratingen, Phillipstraße – Ratingen Mitte – Ratingen Ost |        |
| 759   | Düsseldorf, Flughafen Bf – Ratingen-West, Erfurter Straße – Dieselstraße – Eckampstraße – Ratingen Mitte – Ratingen Ost |        |
| 761   | Ratingen Mitte – Ratingen Ost – Homberg, Dorfstraße – Homberg Süd, Kirchfeldstraße |        |
| 771   | Ratingen Mitte – Ratingen Ost – Ratingen-Homberg, Dorfstraße – Zur Straße – Heiligenhaus-Hofermühle → Unterstadt ← Höseler Platz → In der Blume/Stadtmitte ← Heiligenhaus, Rathaus → Abtskücher Straße ← Ehemannshof → Heiligenhaus-Hetterscheidt, Kuhs ← Schürhofer Straße – Velbert, Dalbecksbaum – Am Berg – Willy-Brandt-Platz – Velbert ZOB |        |
| 773   | Ratingen, Hösel – Hösel, Bergbusch – Eggerscheidt – Ratingen, Hauser Ring – Ratingen Ost – Ratingen Mitte |        |
| O 15  | Ratingen Ost – Ratingen Süd, Industriestraße – Ratingen Mitte – Hauser Ring – Ev. Krankenhaus – Ratingen Ost Ortsbus-Linie in Ratingen |        |
| O 16  | Ratingen Ost – Ratingen Mitte – Tiefenbroich – Lintorf – Ratingen-Breitscheid, Am Kessel Ortsbus-Linie in Ratingen |        |
| DL 1  | Ratingen-Hösel → Ratingen-Eggerscheidt – Ratingen-Breitscheid, Krummenweg – Ratingen-Lintorf – Ratingen-Tiefenbroich – Ratingen-West – Ratingen Mitte – Ratingen Ost |        |

## Umbau
Laut NVP ist Ratingen Mitte mit 5756 Ein- und Aussteigern, davon 2333 Umsteigern, die am meisten frequentierte Umstiegshaltestelle im Kreis Mettmann. Täglich steigen Fahrgäste zwischen den Bussen um oder in die Stadtbahn nach Düsseldorf. Die Haltestelle Ratingen Mitte war jedoch mit ihren über die Fläche verteilten Haltestellen sehr unübersichtlich. Außerdem war die Straßenbahnhaltestelle nicht barrierefrei. Da die vorherige Straßenbahnlinie 712 im Zuge des Baus der Wehrhahn-Linie in eine barrierefreie Stadtbahnlinie U72 umgewandelt wurde, musste die Haltestelle barrierefrei ausgebaut werden. 
Erste Planungen begannen 2012; der Umbau am 4. Oktober 2016. Er sollte ursprünglich 1 Jahr dauern.
Am 19. Mai 2018, also mit über 7 Monaten Verzug, wurde der neue barrierefreie Knotenpunkt eröffnet. Die Baukosten sollen insgesamt 14,9 Mio. Euro betragen haben. Der Busbahnhof wurde in drei Bussteigen in Sägezahn-Form neu angelegt. Dadurch kann vor allem der Busverkehr in Richtung Lintorf, West und Tiefenbroich besser abgewickelt werden und gleichzeitig die Busse in Richtung Ostbahnhof hintereinander an einer langen Haltestelleninsel halten. Die Wendeschleife der Straßenbahn blieb erhalten.